# Andrena bisalicis
Andrena bisalicis är en biart som beskrevs av Henry Lorenz Viereck 1908. Andrena bisalicis ingår i släktet sandbin, och familjen grävbin. Inga underarter finns listade i Catalogue of Life.

## Bildgalleri

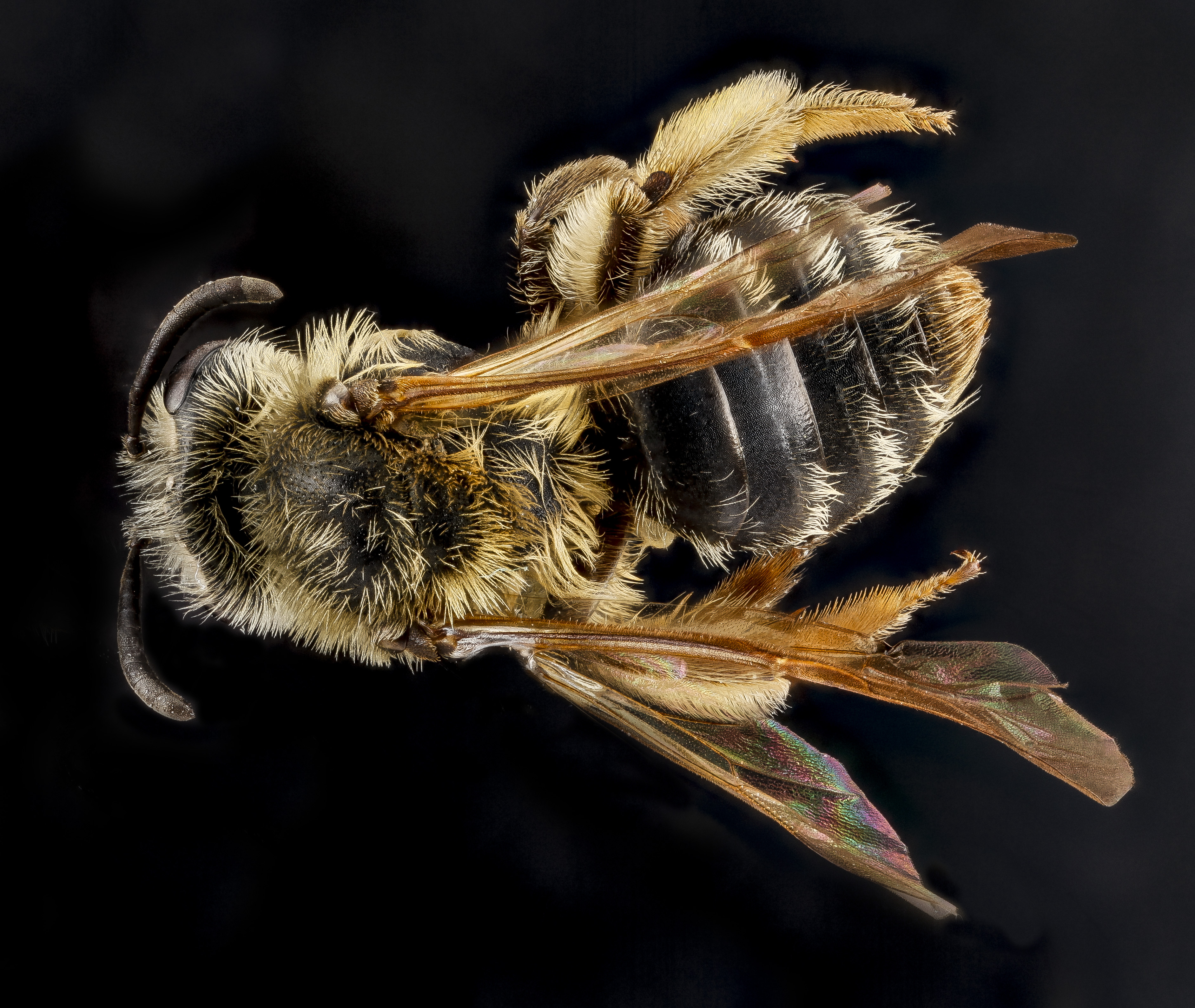
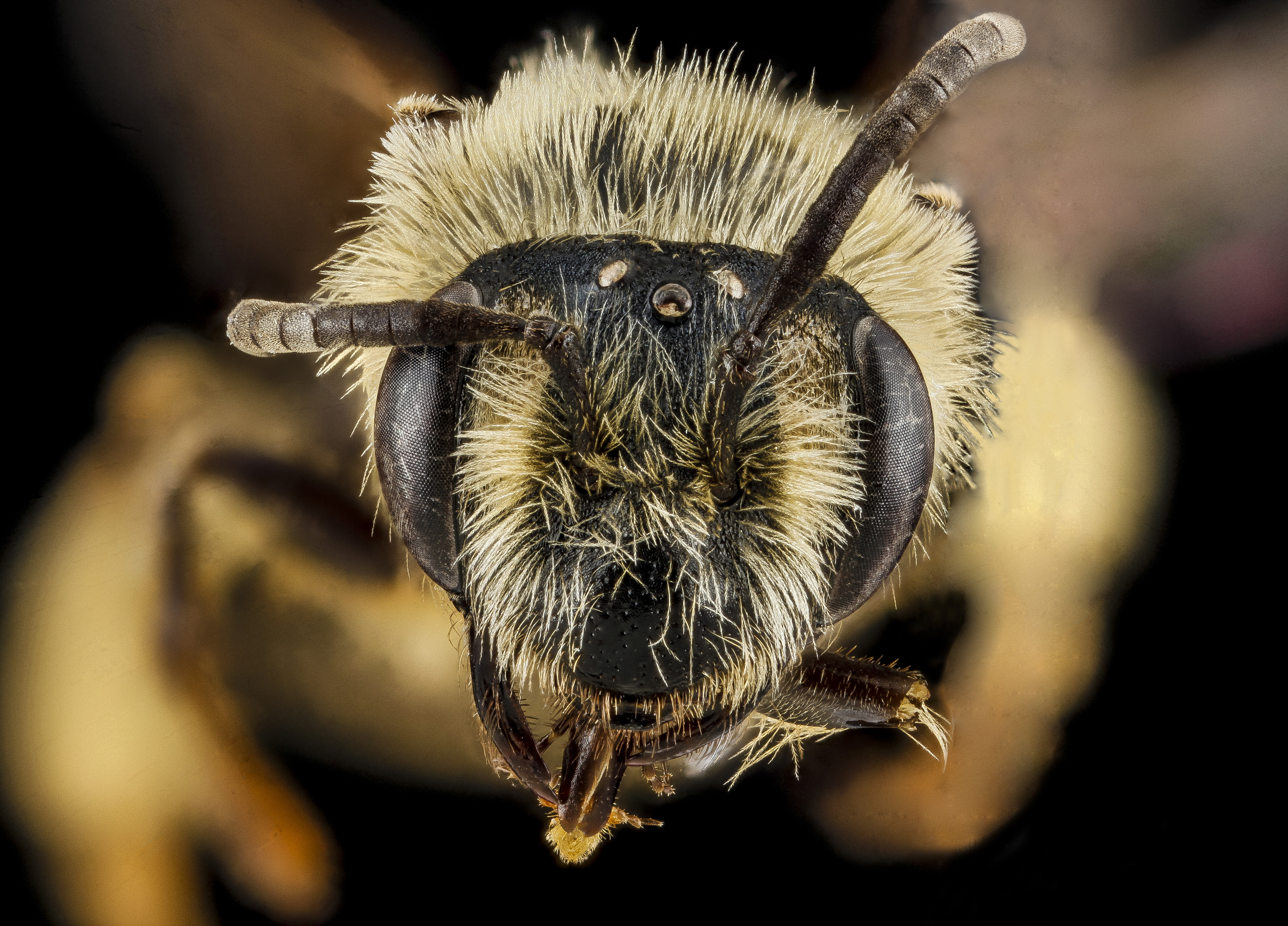
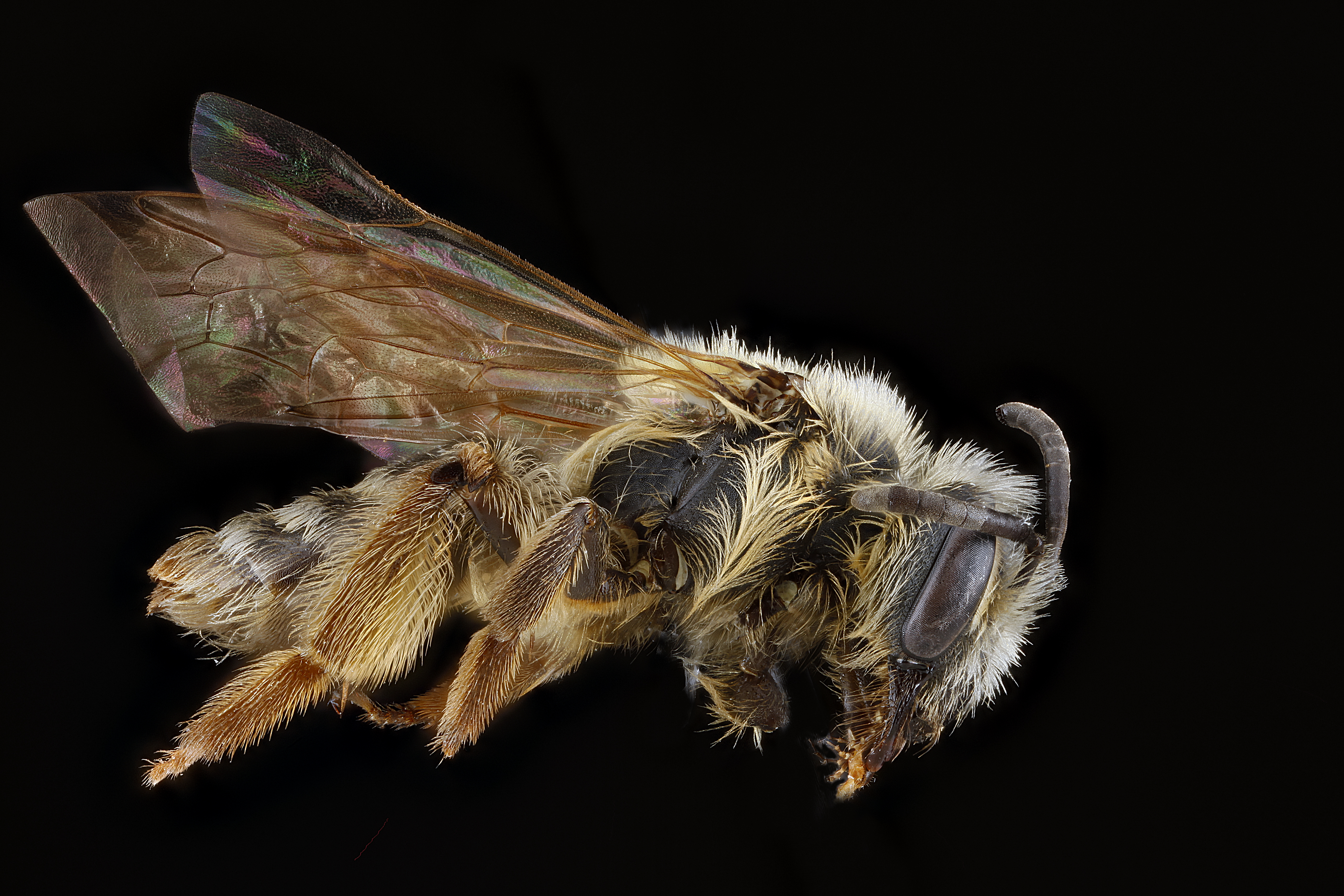